# Дьюк, Чарльз
Чарльз Мосс «Чарли» Дьюк-младший (англ. Charles Moss «Charlie» Duke, Jr.; род. 3 октября 1935) — астронавт США. На момент высадки самый молодой из тех, кто побывал на Луне.

## Биография
Дьюк родился 3 октября 1935 в городе Шарлотт, штат Северная Каролина. Получил степень бакалавра в области морских наук в Военно-морской академии США в 1957 году и степень магистра наук в области аэронавтики и космонавтики в Массачусетском технологическом институте в 1964 году. В 1957 году вступил в Военно-воздушные силы США. После обучения служил три года пилотом истребителя-перехватчика North American F-86 Sabre на авиабазе Рамштайн в Западной Германии. В 1965 году прошёл обучение в школе лётчиков-испытателей.
В апреле 1966 года он стал одним из 19 человек, отобранных в пятую группу астронавтов НАСА. В 1969 он работал в группе обеспечения полёта «Аполлона-10». Во время экспедиции «Аполлона-11» Дьюк выполнял роль капкома — оператора связи с экипажем (англ. Capsule Communicator, CAPCOM).
Был назначен пилотом лунного модуля в экипаж-дублёр миссии «Аполлон-13» (командир — Джон Янг) после того, как от этого места отказался Юджин Сернан. В 1972 году под командованием Янга полетел к Луне в составе миссии «Аполлон-16». Это была пятая, предпоследняя высадка людей на Луну. Общая длительность пребывания лунного модуля на поверхности Луны составила 71 час 2 мин.
После этой экспедиции Дьюк был резервным пилотом лунного модуля миссии «Аполлон-17», фактически ставшей последней в программе «Аполлон».
В декабре 1975 года ушёл из НАСА и посвятил себя общественной и религиозной деятельности.
Он и его жена живут в Нью-Браунфелсе, штат Техас. У них двое взрослых сыновей. Увлечения: охота, рыбалка, чтение и игра в гольф. Принадлежат к Англиканской церкви Северной Америки.

## Галерея

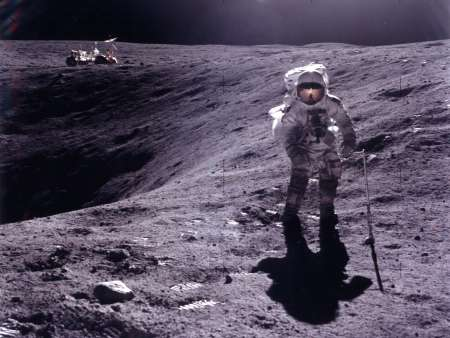
Charlie Duke
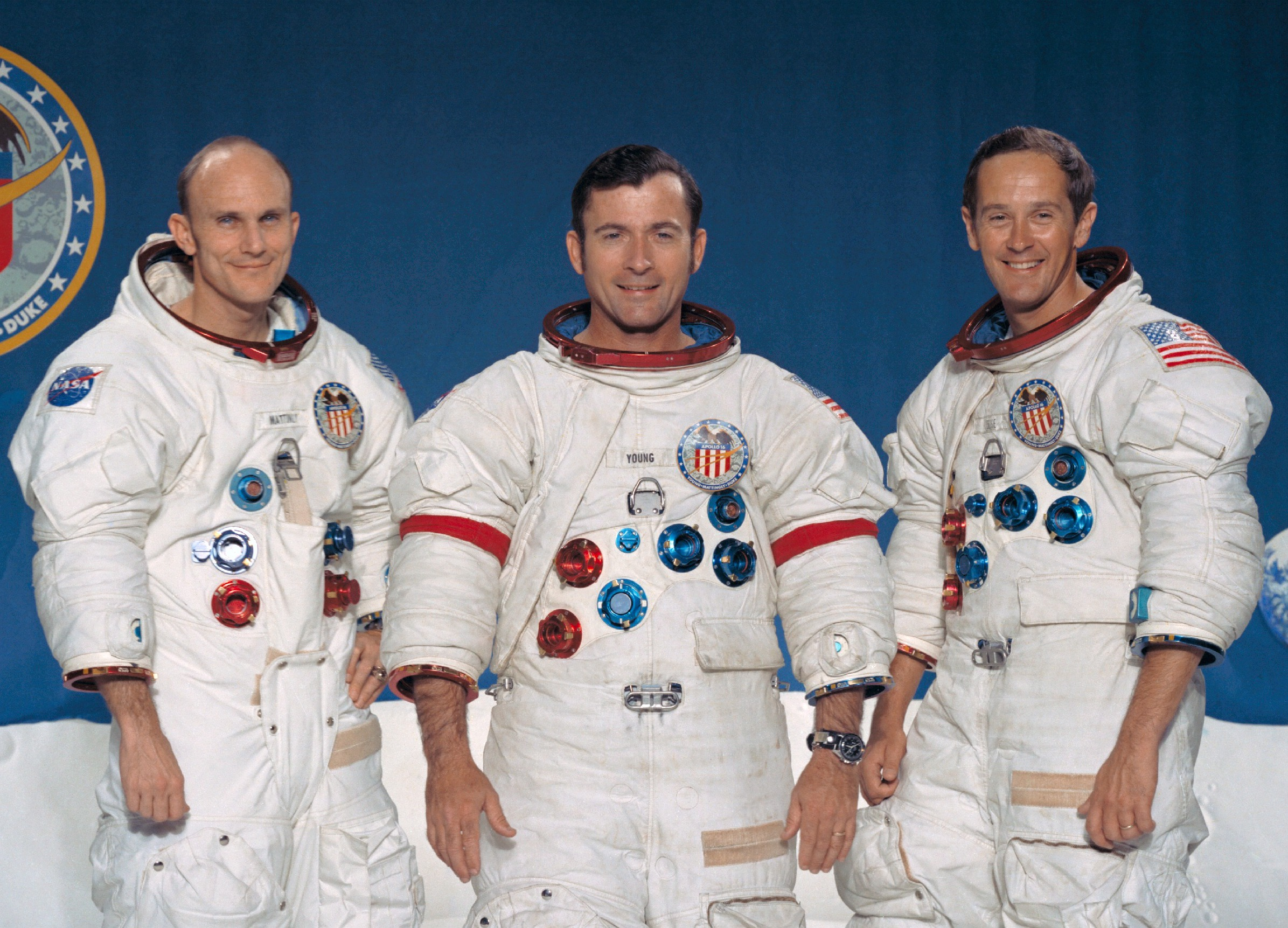
Аполлон-16.
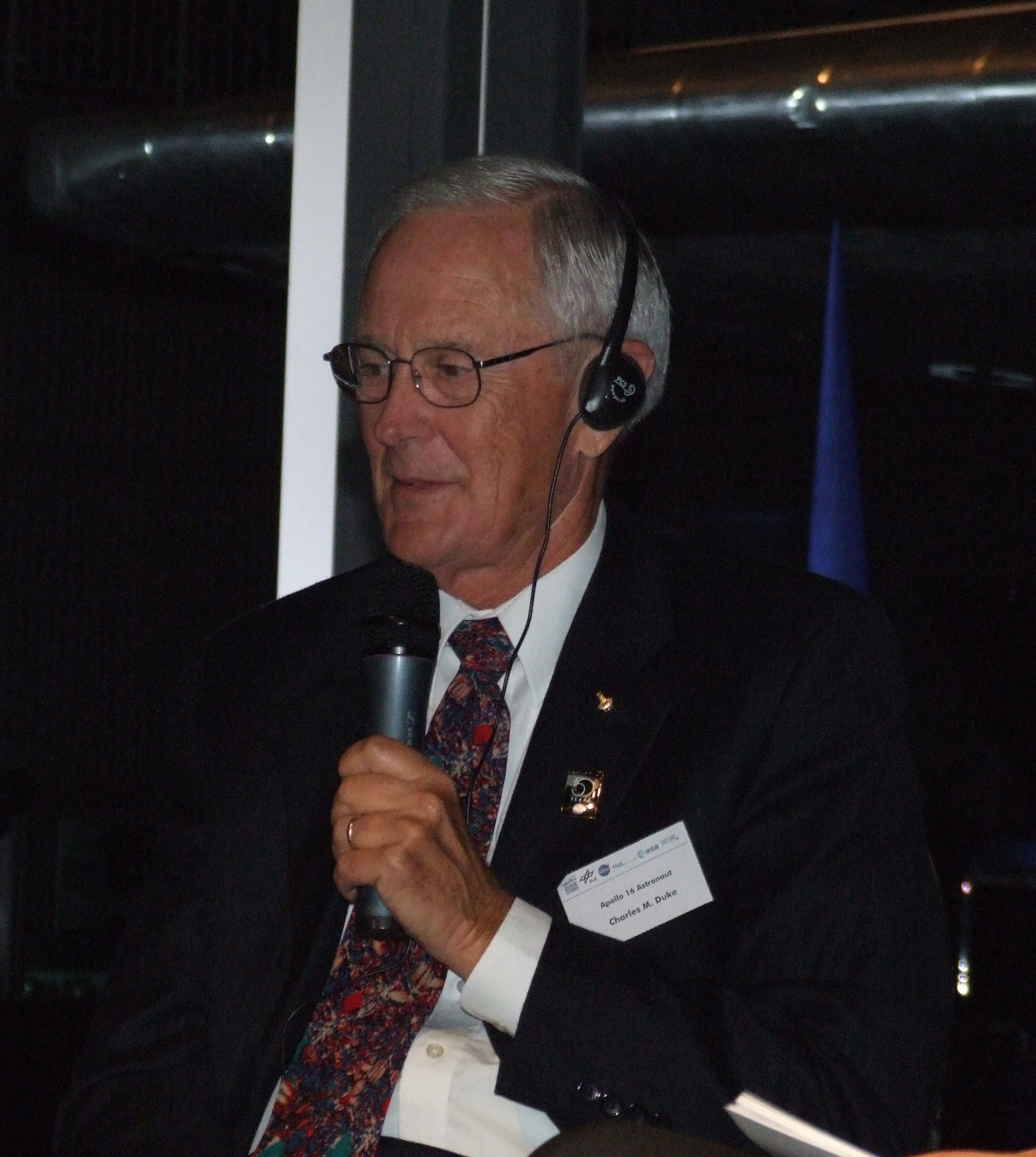
Charlie Duke, 2.10.2008, Technik Museum, Speyer